# Suat Atalık
Suat Atalık (Istambul, 10 de outubro de 1964) é um enxadrista que detém o título de Grande Mestre. Ele é tricampeão  turco de xadrez